# 水先案内人
水先案内人（みずさきあんないにん）とは、船舶の運航時に乗組員に適切な水路を教えるとともに、そのための操船を指示する人。海運業等ではパイロット（英: pilot）と呼ぶ。歴史的には各種の水先案内人が存在するが、国際的に今でも制度化されている例は河川水先案内人と港湾水先案内人である。転じて行く先を示す人や役目を指す。

## 形態
水先案内人には各種の形態がある。
- 航海水先案内人[1]
- 大洋水先案内人[1]
- 沿岸水先案内人[1]
- 水道水先案内人[1]
- 河川水先案内人[1]
- 港湾水先案内人[1]

水先案内人には古代から様々な形態の職種があり航海士との区別も曖昧だったが、国際的に制度化されている例は河川水先案内人と港湾水先案内人である。

## 水先区
水先案内人が業務を提供している水域を水先区という。水先区のうち船舶が混雑する水域、地形や水路が複雑になっている水域、気象や潮流の状況が厳しい水域等では、一定基準以上の船舶に対し水先案内人の乗船が義務づけられており、このような港や水域を強制水先区という。

## 歴史および制度

### 欧州
水先案内人は古代から存在し、特に港湾等では多くの場合に水先案内人の搭乗が義務付けられた。自国の水路に関する情報は国防上の機密事項であったため、水路情報を持つ人間を限定させるために水先案内制度は成立した。河川港も多く外洋船が往来するため水先案内人は歴史的にも重要な意義を有している。
大航海時代になると航海士が大洋水先案内人のような業務を行うようになっていった。外国の水先案内人を雇うこともあり、イギリス人のウィリアム・アダムスはオランダの遠征隊に航海長として参加した。

### アメリカ
ミシシッピ川の蒸気船で水先案内人として働いていたサミュエル・ラングホーン・クレメンズは、マーク・トウェイン（Mark Twain）というペンネームで作家デビューしたが、これは河川を蒸気船が航行する際、測深手が水先案内人へ出す合図「by the mark, twain（2ファゾム）」から採った。

### 日本
幕末以前には按針と呼ばれていた。日本に漂着し徳川家康に仕えたウィリアム・アダムスは日本名に改名する際、領地のある三浦郡と職業の按針（水先案内人）から「三浦按針」とした。
現代の日本の法律上の名称では水先人という。
日本で近代的な水先制度が導入されたのは幕末で、開港後の外国船来航に対応するため水先人の免許制が設けられた。1899年（明治32年）には水先法が制定されている。水先法制定後も強制水先制度は採用されなかったが、戦後になり強制水先制度が導入され船舶の大型化とともに水先人への依頼が一般的になった。
なお、江戸時代には河口に新潟港のある信濃川には河川水先案内人が存在した。また、関門海峡のある下関にも江戸時代には水先案内人が存在した。

## 業務
水先案内人の本来業務は船長への助言だが、実際には船長に代わり操船と乗組員の指揮を行い、タグボートを使って着岸・離岸の業務を行うのが一般的である。

### IMO決議
水先人の義務と責任について、IMO決議A.285（8）では「水先人に義務と責任があるとはいえ、水先人を乗船させることによって船舶の安全にかかる船長あるいは当直航海士の義務と責任を免除するものではない」とされている。

### 情報交換フォーム
船長と水先人が確実な情報交換を行うため情報交換フォーム（The Master / Pilot Exchange Foam）への記入を制度化している例もある。